# Ульяновка (Рязанская область)
Ульяновка — деревня в Рязанском районе Рязанской области. Входит в Тюшевское сельское поселение.

## География
Находится в северо-западной части Рязанской области на расстоянии приблизительно 8 км на запад-юго-запад по прямой от вокзала станции Рязань II.

## История
Картографическое подтверждение существования деревни было отражено только на карте 2001 года.

## Население
Численность населения: 118 человек в 2002 году (русские 99 %), 134 в 2010.